# Райффершайд, Александр
Александр Райффершайд (2 июня 1847, Бонн — 9 февраля 1909, Грайфсвальд) — германский литературовед и германист, историк германской литературы, преподаватель.

## Биография
После получения высшего образования, состоял в 1873—1876 годах приват-доцентом в Боннском университете. С 1876 по 1904 год преподавал в Грайфсвальдском университете, сначала в звании экстраординарного, затем ординарного профессора. С 1890 по 1891 год был ректором этого учебного заведения.
Как историк германской литературы специализировался на литературе XVII века, однако не ограничивался только ей. Был редактором целого ряда научных литературоведческих изданий. Издал «Westfälische Volkslieder» (Гейльберг, 1879), «Quellen zur Geschichte des geistlichen Lebens in Deutschland während des XVII J.» (том I: письма Г. M. Лингесгейма, M. Бернеггера и их друзей, Гейльбрерг, 1889). Написал ряд статей о немецких писателях для ADB.